# Peine de mort en Colombie

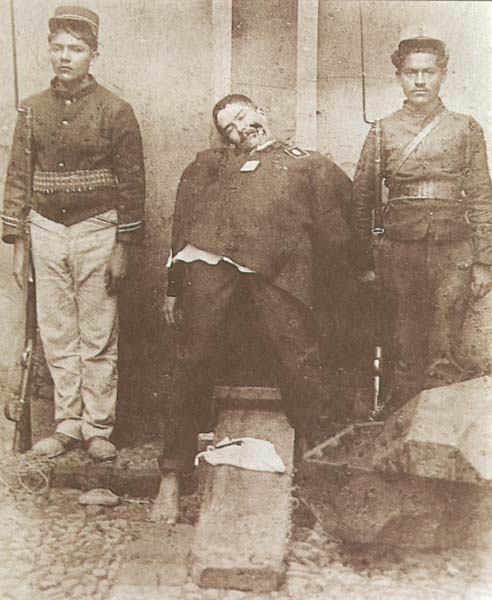
Exécution à Medellín, vers 1906.

La peine de mort en Colombie est abolie en 1910, la dernière exécution ayant eu lieu en 1909 bien que, selon la Constitution de 1886, « le législateur ne peut en aucun cas imposer la peine capitale ». L'article 11 de la constitution de la Colombie de 1991 dispose que « le droit à la vie est inviolable. La peine de mort n'existe pas. ».

## Histoire

### Avant 1910
La Constitution de 1886 a été modelé par le mouvement de la Regeneración, ce dernier cherchant à établir un nouvel ordre - moral - chrétien. La peine capitale pouvait être appliquée dans les cas suivants, considérés comme les plus graves : trahison à la patrie dans une guerre étrangère, parricide, meurtre, incendie criminel, assaut en bande de malfaiteurs (asalto en cuadrilla de malhechores), piraterie ou encore quelques crimes punis par les lois de l'armée.

### L'abolition définitive en 1910
La peine de mort est abolie définitivement en Colombie d'après l'acte législatif no 3 de 1910.

### Après l'abolition
Lors d'une annonce faite le 21 février 1996 par le président de la République de Colombie, Ernesto Samper, ce dernier fait savoir qu'il envisage de présenter au Congrès un projet de loi qui puisse permettre le rétablissement de la peine de mort pour les auteurs « d'enlèvements, de massacres ou d'homicides sur des personnes sans défense ». Cette proposition a pour objectif de lutter contre les enlèvements avec demande de rançon qui deviennent monnaie courante en Colombie. Elle ne voit cependant pas le jour car, le 5 août 1997, la Colombie ratifie le « Deuxième protocole facultatif se rapportant au Pacte international relatif aux droits civils et politiques, visant à abolir la peine de mort », devenant le trente et unième État à ratifier ce traité international adopté et proclamé par l'Assemblée générale de l'ONU le 15 décembre 1989.
Le 13 septembre 2010, le président colombien Juan Manuel Santos promulgue la loi no 1410 de 2010, approuvant ainsi le « protocole à la convention américaine relative aux droits de l'homme traitant de l'abolition de la peine de mort ». Ce dernier avait été précédemment adopté par l'Assemblée générale de l'Organisation des États américains le 8 juin 1990 à Asuncion, au Paraguay. Dans ce protocole, il est notamment reconnu « que toute personne jouit du droit inaliénable au respect de sa vie et que ce droit ne peut être suspendu pour aucune raison que ce soit » et « que l'application de la peine de mort a des conséquences irréparables qui empêchent le redressement de toute erreur judiciaire et éliminent la possibilité de correction et de rééducation de l'accusé »,.